# Большая Ганута
Большая Ганута (бел. Вялікая Ганута) — деревня в Червенском районе Минской области. Входит в состав Ляденского сельсовета.

## Географическое положение
Находится в примерно 23 километрах восточнее райцентра, в 85 км от Минска и в 17 км от железнодорожной станции Гродзянка по линии Верейцы—Гродзянка, по обе стороны реки Ганутка.

## История
Село Ганута впервые упоминается в 1594 году при разделе земли: часть его принадлежала Домбровскому, другая — Вишневецким. В XVI веке упоминается как имение Ганута, принадлежавшее Вишневецким. В XVIII веке деревня сперва принадлежала роду Завишей, позднее перешла к Халецким. На 1767 год здесь насчитывалось 10 дворов, работала корчма. После второго раздела Речи Посполитой 1793 года вошла в состав Российской Империи. На 1795 год деревня принадлежала К. Завише и относилась к Игуменскому уезду Минской губернии, на левом берегу реки Ганутка располагались фольварок и часть деревни, всего 13 дворов и 160 жителей, на правом берегу — вторая часть деревни, насчитывавшая 6 дворов и 104 жителя, включая панский двор, также здесь были деревянная униатская каплица и мельница. На 1845 год фольварок принадлежал Ч. Свенторжецкому и относился к его имению Богушевичи. Деревня в первой половине XIX века была частью одноименного имения, принадлежавшего роду Акуличей. В 1884 году в деревне была открыта школа грамоты, где насчитывалось 20 учеников (18 мальчиков и 2 девочки). Согласно Переписи населения Российской империи 1897 года в составе Юровичской волости было две одноименные деревни, входившие в состав Марциановской сельской громады, а также два имения. Одна деревня насчитывала  51 двор, где проживали 329 человек, здесь были хлебозапасный магазин и церковь на кладбище. Во второй деревне было 20 дворов, жили 120 человек. Имение Ганута состояло из 15 дворов, где было 100 жителей, работала водяная мельница и два питейных дома. Имение Ганутка насчитывало 2 двора и 22 жителя. В начале XX века в деревне было 58 дворов, проживали 315 человек, фольварок насчитывал 3 двора и 17 жителей. В 1910 году в деревне начало работу земское народное училище. На 1917 год деревня входила в состав Хуторской волости, здесь было 67 дворов и 426 жителей, имение состояло из 1 двора, где жили 19 человек. С февраля по декабрь 1918 года деревня была оккупирована немцами, с августа по июль 1920 года — поляками. После установления советской власти на базе земского народного училища открыта рабочая школа 1-й ступени, в которой на 1922 год насчитывалось 119 учеников и 2 учителя, при школе была небольшая библиотека. 20 августа 1924 года деревня вошла в состав вновь образованного Хуторского сельсовета Червенского района Минского округа (с 20 февраля 1938 года — Минской области). Согласно Переписи населения СССР 1926 года в деревне насчитывалось 85 дворов, проживали 420 человек. В 1929 году в деревне организован колхоз «Ленинский путь», первоначально туда вошли 22 крестьянских хозяйства. Во время Великой Отечественной войны деревня была оккупирована немецко-фашистскими захватчиками в июле 1941 года, окрестные леса стали местом ожесточённых боёв. Погибшие советские солдаты и партизаны были похоронены в братской могиле. 31 житель деревни не вернулся с фронта. Освобождена в начале июля 1944 года. В 1958 году на братской могиле советских солдат и партизан был установлен памятник-стела. На 1960 год население деревни составило 384 человека. В 1980-е годы деревня была центром колхоза «Знамя Октября» На 1997 год в Большой Гануте насчитывалось 117 домохозяйств и 322 жителя.
Тогда здесь располагалась контора колхоза, две фермы, мастерские по ремонту сельскохозяйственной техники, начальная школа, детский сад-ясли, столовая, фельдшерско-акушерский пункт, ветеринарный пункт, магазин, клуб, комплексный приёмный пункт бытового обслуживания населения, отделение связи. 30 октября 2009 года в связи с упразднением Хуторского сельсовета деревня передана в Ляденский сельсовет.

## Население
- 1767 — 10 дворов
- 1795 — 19 дворов, 264 жителя
- 1897 — 88 дворов, 571 житель (всего)
- начало XX века — 61 двор, 332 жителя (деревня + фольварок)
- 1917 — 68 дворов, 445 жителей (деревня + имение)
- 1926 — 85 дворов, 420 жителей
- 1960 — 384 жителя
- 1997 — 117 дворов, 322 жителя
- 2013 — 81 двор, 217 жителей